# Фабио Скоцоли
Фабио Скоцоли (итал. Fabio Scozzoli; Луго, 3. август 1988) италијански је пливач чија специјалност су трке прсним стилом. Вишеструки је национални првак и рекордер, светски и европски првак у малим базенима и учесник Олимпијских игара.

## Спортска каријера
Први значајнији успех у каријери Скоцоли је постигао још као деветнаестогодишњак, пошто је на националном првенству 2007. освојио титулу у трци на 100 метара прсним стилом. За репрезентацију Италије на међународној сцени дебитује на Медитеранским играма у Пескари 2009. где је пливао у штафети 4×100 мешовито која је освојила бронзану медаљу. Свега неколико дана касније, на Универзијади у Београду, у трци на 100 прсно у два наврата поставља нови национални рекорд, поставши тако првим италијанским пливачем који је ту деоницу испливао за мање од једног минута — 59,85 секунди. У финалу је Скоцоли освојио сребрну медаљу, а исту медаљу је освојио и у штафетној трци на 4×100 мешовито. У децембру је пливао и на европском првенству у малим базенима у Истанбулу, где је у финалним тркама на 50 и 100 прсно заузео два четврта места.
Током 2010. освојио је и прве златне медаље у сениорској каријери, у трци на 50 прсно на европском првенству у великим базенима и на 100 прсно на првенству континента у малим базенима.
Успешан деби на светским првенствима у великим базенима је имао у Шангају 2011, где је освојио две сребрне медаљу у тркама на 50 и 100 прсно. У обе дисциплине је поставио нове националне рекорде. Годину дана касније успео је да се квалификује за наступ на ЛОИ 2012. у Лондону, где је успео да се пласира у финале трке на 100 прсно које је окончао на седмом месту, а пливао је и у квалификационим тркама штафета на 4×100 мешовито (14. место). Средином децембра исте године, на светском првенству у малим базенима у Истанбулу осваја златну медаљу у трци на 100 прсно, поставши тако првим италијанским пливачем у историји који је освојио злато у некој од појединачних дисциплина светских првенстава у малим базенима.
Наступао је и на светским првенствима у Будимпешти 2017. и Квангџуу 2019. године.